# Nicolas Vilas
 (septembre 2018).
Si vous disposez d'ouvrages ou d'articles de référence ou si vous connaissez des sites web de qualité traitant du thème abordé ici, merci de compléter l'article en donnant les références utiles à sa vérifiabilité et en les liant à la section « Notes et références ».
Nicolas Vilas, de son nom complet  Nicolas Marques Vilas Boas, né le 20 juillet 1983 à Poissy dans les Yvelines, est un journaliste sportif et écrivain franco-portugais.

## Biographie
Après avoir passé le bac, Nicolas Vilas suit des études à l'Institut international de la communication de Paris. Puis il commence le journalisme dans des médias lusophones, en tant que commentateur radio sur les ondes de Radio Alfa, suivant les matches de l'US Créteil-Lusitanos, avec Charles Daudon. Lors de son lancement, il a été journaliste au sein de la chaîne de télévision lusophone CLP TV. Il a aussi fait des piges pour CapMag, le magazine de l'association Cap Magellan.
Puis, il commente également plusieurs compétitions de football de la FIFA comme la Ligue des champions pour CFI, en langue française et portugaise. Il commence alors à travailler alors avec Ma Chaîne Sport, nouveau détenteur des droits du championnat de football portugais en France.
Depuis la création de MCS en octobre 2007, il commente le championnat portugais avec Helder Esteves ou Rui Pataca, mais aussi la Copa Libertadores et la Copa Sudamericana avec Alejandro Valente ou Samuel Lobé.
Lors de la Coupe du monde 2010, il présente une émission quotidienne intitulée Au Bar de la Coupe avec Francesca Antoniotti. Toujours avec Francesca, il anime chaque lundi soir Tribune Foot, un talk-show foot hebdomadaire depuis le début de la saison 2010. À la suite du départ de Francesca sur CFoot en 2011, Nicolas Vilas présente désormais seul Tribune Foot mais accompagné des consultants de Ma Chaîne Sport rejoint par Raymond Domenech en janvier 2012. 
En octobre 2010, Nicolas Vilas a lancé, via Ma Chaine Sport, un blog autour du foot portugais : bloGolo.
Il a aussi fait partie de la rédaction du quotidien Aujourd'hui Sport, lancé par le Groupe Amaury, en novembre 2008. Il y traitait notamment du football portugais au sein de la rubrique foot étranger composée de Xavier Barret (responsable, aujourd'hui à France Football), David Lortholary (spécialiste du foot allemand), Nabil Djellit (spécialiste du foot maghrébin) et Olivier Escarmena (spécialiste du foot espagnol). Avant de collaborer avec le quotidien France-Soir et le site internet du mensuel So Foot. Il a collaboré en tant que pigiste sur la radio numérique RTL-L'Équipe. 
Depuis l'Euro 2008, il était souvent invité dans l'After Foot sur RMC pour parler de football portugais. En juin 2011, il devient chroniqueur dans l'émission animée par Gilbert Brisbois et Daniel Riolo. Le 2 juin 2013, il anime l'émission pour la première fois. 
Il fut également un des chroniqueurs de Foot & Co sur L'Équipe TV.
Il officie une fois par semaine dans Radio Foot Internationale sur RFI.
De septembre 2014 à mai 2016, il est chroniqueur dans 100% Foot après les soirées de Ligue Europa sur W9. 
Entre août 2016 et juin 2017, il anime 91e minute sur SFR Sport. Depuis août 2017, il est à la tête de l'émission Full Time sur la même chaîne et anime l'After Foot sur RMC.
Il présente les matches de Premier League (PL Live) sur RMC Sport, depuis la saison 2017-2018.